# كلارا آنا كورن
كلارا آنا كورن (بالإنجليزية: Clara Anna Korn)‏ هي ملحنة أمريكية، ولدت في 1866، وتوفيت في 1941.

## وصلات خارجية
- كلارا آنا كورن على موقع ميوزك برينز (الإنجليزية)